# オットー・フランツ・フォン・エスターライヒ
オットー・フランツ・ヨーゼフ・カール・ルートヴィヒ・マリア・フォン・エスターライヒ（ドイツ語: Erzherzog Otto Franz Josef Karl Ludwig Maria von Österreich, 1865年4月21日 - 1906年11月1日）は、オーストリア＝ハンガリー帝国の皇族。皇帝フランツ・ヨーゼフ1世の弟カール・ルートヴィヒ大公とその2度目の妃マリア・アンヌンツィアータの次男で、帝位継承者フランツ・フェルディナント大公の弟、皇帝カール1世の父である。

## 生涯

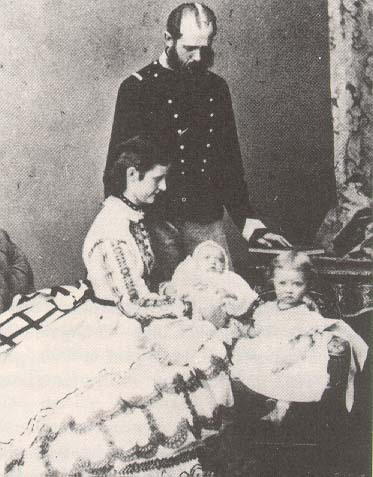
父カール・ルートヴィヒ、母マリア、兄フランツ・フェルディナント、オットー・フランツ（1869年）

1865年にグラーツで生まれる。1871年に母マリア・アンヌンツィアータと死別し、以降は兄フランツ・フェルディナントと共にアルフレート・ルートヴィヒ・デジェンフェルト男爵から教育を受けて育った。しかし、オットー・フランツは勉学に興味を示さず、デジェンフェルトに悪戯することを楽しみとしていたが、デジェンフェルトは気難しいフランツ・フェルディナントよりも陽気なオットー・フランツを好んだ。また、デジェンフェルトは性格の違う兄弟の世話を熱心にしていたため、彼らの父カール・ルートヴィヒのお気に入りとなっていた:p. 58–61。
1889年に従兄のルドルフ皇太子がマリー・フォン・ヴェッツェラと情死すると（マイヤーリンク事件）、父カール・ルートヴィヒが皇位継承者に選ばれた。同時期、「カール・ルートヴィヒが帝位継承権を放棄し、長男フランツ・フェルディナントに権利を譲った」と報じられたが、この報道は虚報だった。しかし、1896年5月に父が死去すると、兄フランツ・フェルディナントが帝位継承者に選ばれることになった。この頃、フランツ・フェルディナントは結核を患っていたため、弟のオットー・フランツが帝位継承者に選ばれるという憶測が流れたが、最終的には順当にフランツ・フェルディナントが選ばれている。

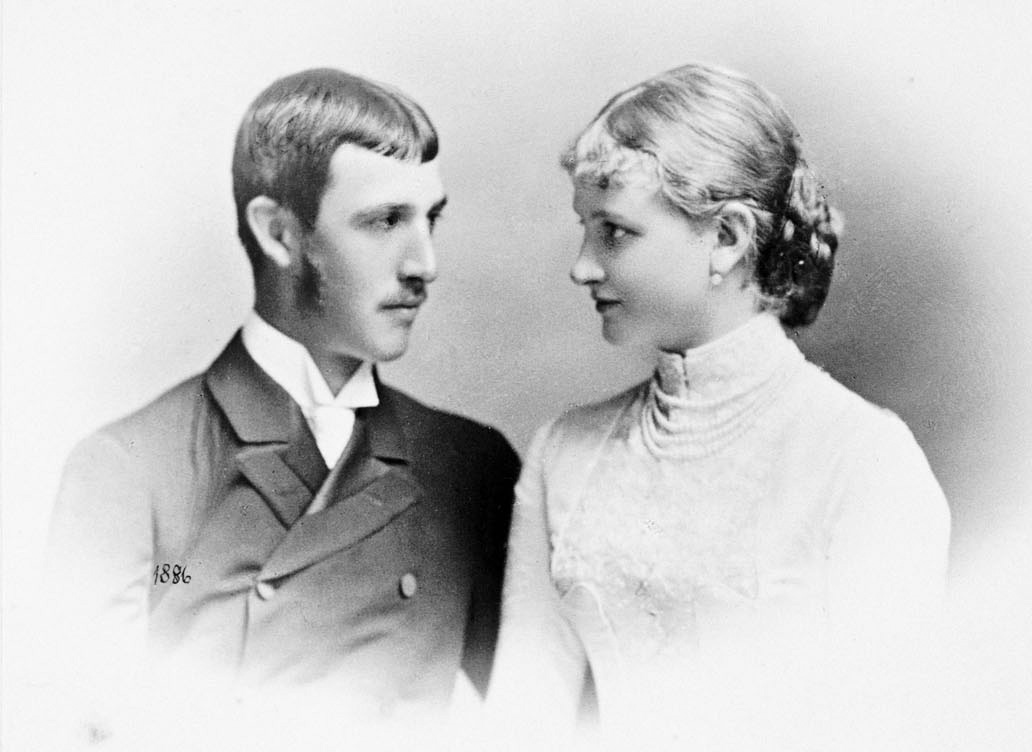
オットー・フランツとマリア・ヨーゼファ（1886年）

オットー・フランツは「麗しのオットー」と呼ばれる美男であり、数々の女性関係を巡って絶えずトラブルを抱えていた。ホテル・ザッハーでは、女性の部屋の前で軍刀以外何も所持していない状態を目撃されるなどの逸話も残っている。そのため、次第にオーストリア宮廷から遠ざけられ、妻マリア・ヨーゼファとの関係も良好ではなかった。
オットー・フランツは女性関係が祟り1900年頃に梅毒を患い、晩年の彼の生活に苦痛を伴わせた。オットー・フランツは公務から退き、療養のためエジプトに1年間滞在し翌年オーストリアに帰国するが、再び病状が悪化した。その後はウィーン郊外のヴェーリングに隠棲した。ヴェーリングでは生涯最後の愛人となったルイーズ・ロビンソンとオットー・フランツの継母マリア・テレサ・フォン・ポルトゥガルが彼の看病に当たった。1906年11月1日にオットー・フランツは、彼の精神的な相談役だったウィーン補佐司教ゴットフリート・マルシャルに看取られて死去した。

## 帝位継承問題

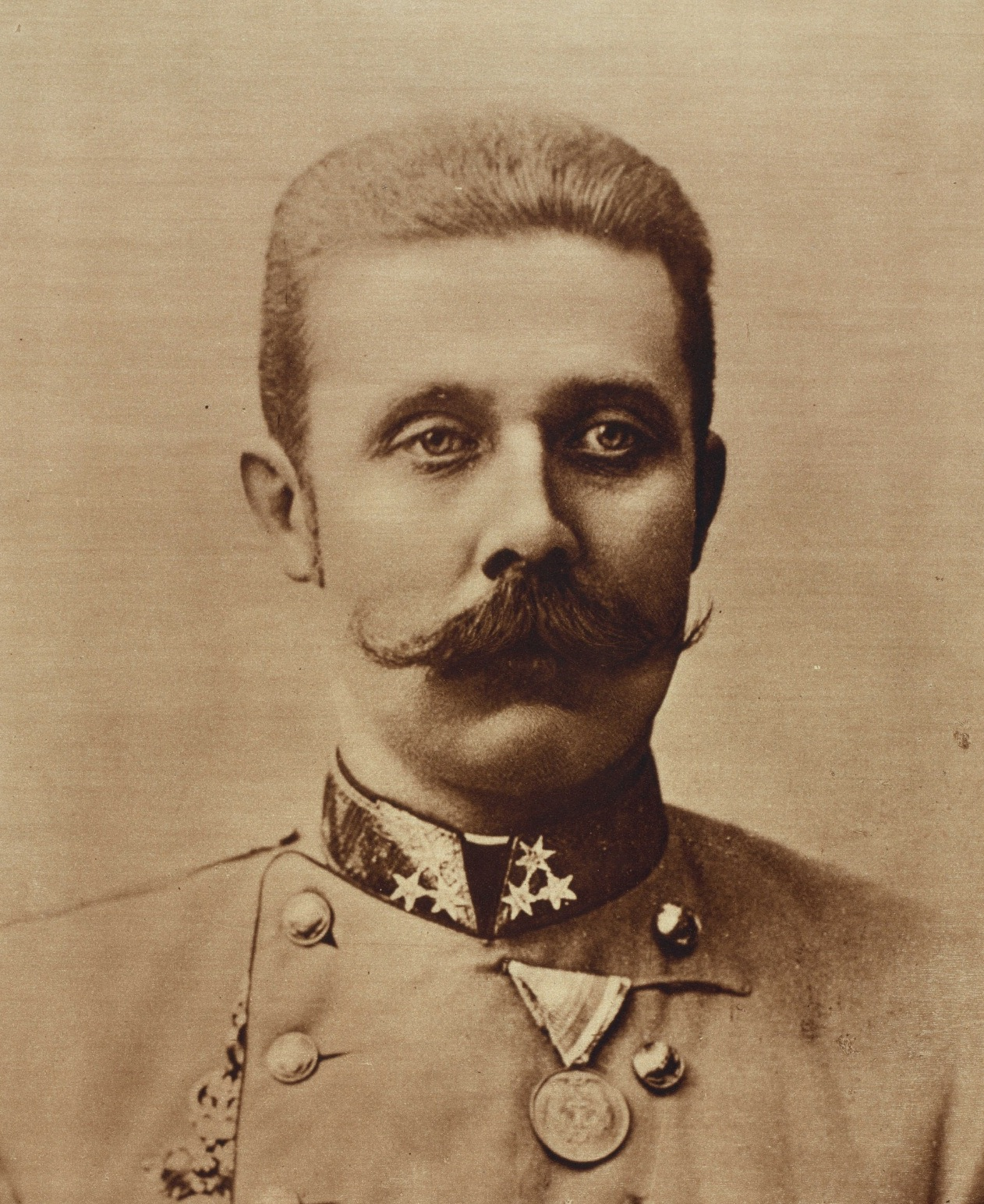
フランツ・フェルディナント

父カール・ルートヴィヒの死後、ハプスブルク家の法に基づき兄フランツ・フェルディナントが帝位継承者に選ばれた。しかし、フランツ・フェルディナントは結核を患うなど健康不安から次期皇帝としての素質に疑問の声が挙がっていた。1896年に二重帝国共通外務大臣アゲノル・マリア・ゴウホフスキは、フランツ・ヨーゼフ1世が帝位継承者の再考を考慮していることを示唆した。これにより、弟のオットー・フランツが帝位を継承するのではないかという憶測が流れた。
女性スキャンダル以外に注目されることがなかったオットー・フランツはにわかに人気を集めた。これに対してフランツ・フェルディナントは激怒し、オットー・フランツが自分が所有するモデナ宮殿よりも大きいアウガルテン宮殿を所有していることにも不快感を示した。オットー・フランツは帝位への野心がないことを伝えたが、フランツ・フェルディナントは弟の言葉を鼻であしらったという:p. 108–109。

## 家族

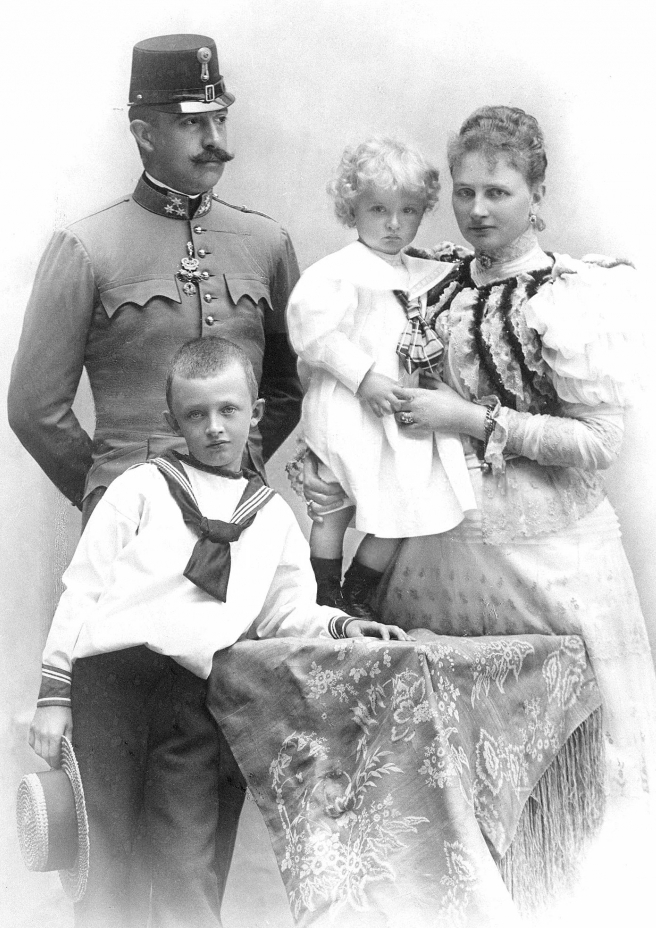
オットー・フランツ一家

1886年10月2日にオーストリア宮廷の命令で、ザクセン王ゲオルクの王女マリア・ヨーゼファとドレスデンで結婚した。この結婚は、従兄ルドルフがマリア・ヨーゼファの姉マティルデとの結婚を拒否して悪化したザクセン王家との関係を修復するためのものだった。
オットー・フランツとマリア・ヨーゼファは、2人の息子をもうけた。
- カール（1887年 - 1922年） - オーストリア皇帝
- マクシミリアン・オイゲン（1895年 - 1952年）

また、オットー・フランツは愛人マリー・シュレンツァーとの間にも2子をもうけている。
- アルフレート・ヨーゼフ・フォン・ホルテナウ（1892年 - 1957年）
- ヒルデガルト・フォン・ホルテナウ（1894年 - 没年不明）

## 系図
| フランツ1世         |                     |                     |                     |                     |                     |                       |                       |                       |                       |                       |                       |                                 |                                 |                                 |                                 |                                 |                                 |                            |                            |                            |                            |                            |                            |           |           |           |           |           |           |  |  |  |  |  |  |  |  |  |  |  |  |  |  |  |  |
|                     |                     |                     |                     |                     |                     |                       |                       |                       |                       |                       |                       |                                 |                                 |                                 |                                 |                                 |                                 |                            |                            |                            |                            |                            |                            |           |           |           |           |           |           |  |  |  |  |  |  |  |  |  |  |  |  |  |  |  |  |
|                     |                     |                     |                     |                     |                     |                       |                       |                       |                       |                       |                       |                                 |                                 |                                 |                                 |                                 |                                 |                            |                            |                            |                            |                            |                            |           |           |           |           |           |           |  |  |  |  |  |  |  |  |  |  |  |  |  |  |  |  |
| フェルディナント1世 | フェルディナント1世 | フェルディナント1世 | フェルディナント1世 | フェルディナント1世 | フェルディナント1世 | フランツ・カール      | フランツ・カール      | フランツ・カール      | フランツ・カール      | フランツ・カール      | フランツ・カール      |                                 |                                 |                                 |                                 |                                 |                                 |                            |                            |                            |                            |                            |                            |           |           |           |           |           |           |  |  |  |  |  |  |  |  |  |  |  |  |  |  |  |  |
| フェルディナント1世 | フェルディナント1世 | フェルディナント1世 | フェルディナント1世 | フェルディナント1世 | フェルディナント1世 | フランツ・カール      | フランツ・カール      | フランツ・カール      | フランツ・カール      | フランツ・カール      | フランツ・カール      |                                 |                                 |                                 |                                 |                                 |                                 |                            |                            |                            |                            |                            |                            |           |           |           |           |           |           |  |  |  |  |  |  |  |  |  |  |  |  |  |  |  |  |
|                     |                     |                     |                     |                     |                     |                       |                       |                       |                       |                       |                       |                                 |                                 |                                 |                                 |                                 |                                 |                            |                            |                            |                            |                            |                            |           |           |           |           |           |           |  |  |  |  |  |  |  |  |  |  |  |  |  |  |  |  |
|                     |                     |                     |                     |                     |                     | フランツ・ヨーゼフ1世 | フランツ・ヨーゼフ1世 | フランツ・ヨーゼフ1世 | フランツ・ヨーゼフ1世 | フランツ・ヨーゼフ1世 | フランツ・ヨーゼフ1世 | （メキシコ皇帝） マクシミリアン | （メキシコ皇帝） マクシミリアン | （メキシコ皇帝） マクシミリアン | （メキシコ皇帝） マクシミリアン | （メキシコ皇帝） マクシミリアン | （メキシコ皇帝） マクシミリアン | カール・ルートヴィヒ       | カール・ルートヴィヒ       | カール・ルートヴィヒ       | カール・ルートヴィヒ       | カール・ルートヴィヒ       | カール・ルートヴィヒ       |           |           |           |           |           |           |  |  |  |  |  |  |  |  |  |  |  |  |  |  |  |  |
|                     |                     |                     |                     |                     |                     | フランツ・ヨーゼフ1世 | フランツ・ヨーゼフ1世 | フランツ・ヨーゼフ1世 | フランツ・ヨーゼフ1世 | フランツ・ヨーゼフ1世 | フランツ・ヨーゼフ1世 | （メキシコ皇帝） マクシミリアン | （メキシコ皇帝） マクシミリアン | （メキシコ皇帝） マクシミリアン | （メキシコ皇帝） マクシミリアン | （メキシコ皇帝） マクシミリアン | （メキシコ皇帝） マクシミリアン | カール・ルートヴィヒ       | カール・ルートヴィヒ       | カール・ルートヴィヒ       | カール・ルートヴィヒ       | カール・ルートヴィヒ       | カール・ルートヴィヒ       |           |           |           |           |           |           |  |  |  |  |  |  |  |  |  |  |  |  |  |  |  |  |
|                     |                     |                     |                     |                     |                     |                       |                       |                       |                       |                       |                       |                                 |                                 |                                 |                                 |                                 |                                 |                            |                            |                            |                            |                            |                            |           |           |           |           |           |           |  |  |  |  |  |  |  |  |  |  |  |  |  |  |  |  |
|                     |                     |                     |                     |                     |                     | ルドルフ              | ルドルフ              | ルドルフ              | ルドルフ              | ルドルフ              | ルドルフ              |                                 |                                 |                                 |                                 |                                 |                                 | フランツ・フェルディナント | フランツ・フェルディナント | フランツ・フェルディナント | フランツ・フェルディナント | フランツ・フェルディナント | フランツ・フェルディナント | オットー  | オットー  | オットー  | オットー  | オットー  | オットー  |  |  |  |  |  |  |  |  |  |  |  |  |  |  |  |  |
|                     |                     |                     |                     |                     |                     | ルドルフ              | ルドルフ              | ルドルフ              | ルドルフ              | ルドルフ              | ルドルフ              |                                 |                                 |                                 |                                 |                                 |                                 | フランツ・フェルディナント | フランツ・フェルディナント | フランツ・フェルディナント | フランツ・フェルディナント | フランツ・フェルディナント | フランツ・フェルディナント | オットー  | オットー  | オットー  | オットー  | オットー  | オットー  |  |  |  |  |  |  |  |  |  |  |  |  |  |  |  |  |
|                     |                     |                     |                     |                     |                     |                       |                       |                       |                       |                       |                       |                                 |                                 |                                 |                                 |                                 |                                 | （貴賤結婚）               | （貴賤結婚）               | （貴賤結婚）               | （貴賤結婚）               | （貴賤結婚）               | （貴賤結婚）               | カール1世 | カール1世 | カール1世 | カール1世 | カール1世 | カール1世 |  |  |  |  |  |  |  |  |  |  |  |  |  |  |  |  |
|                     |                     |                     |                     |                     |                     |                       |                       |                       |                       |                       |                       |                                 |                                 |                                 |                                 |                                 |                                 | （貴賤結婚）               | （貴賤結婚）               | （貴賤結婚）               | （貴賤結婚）               | （貴賤結婚）               | （貴賤結婚）               | カール1世 | カール1世 | カール1世 | カール1世 | カール1世 | カール1世 |  |  |  |  |  |  |  |  |  |  |  |  |  |  |  |  |
|                     |                     |                     |                     |                     |                     |                       |                       |                       |                       |                       |                       |                                 |                                 |                                 |                                 |                                 |                                 |                            |                            |                            |                            |                            |                            | オットー  |           |           |           |           |           |  |  |  |  |  |  |  |  |  |  |  |  |  |  |  |  |
|                     |                     |                     |                     |                     |                     |                       |                       |                       |                       |                       |                       |                                 |                                 |                                 |                                 |                                 |                                 |                            |                            |                            |                            |                            |                            |           |           |           |           |           |           |  |  |  |  |  |  |  |  |  |  |  |  |  |  |  |  |
|                     |                     |                     |                     |                     |                     |                       |                       |                       |                       |                       |                       |                                 |                                 |                                 |                                 |                                 |                                 |                            |                            |                            |                            |                            |                            | カール    |           |           |           |           |           |  |  |  |  |  |  |  |  |  |  |  |  |  |  |  |  |